# Diocesi di Ammaedara
La diocesi di Ammaedara (in latino Dioecesis Ammaedarensis) è una sede soppressa e sede titolare della Chiesa cattolica.

## Storia
Ammaedara, corrispondente alla città di Haidra (governatorato di Kasserine) nell'odierna Tunisia, è un'antica sede episcopale della provincia romana di Bizacena.
Gli scavi archeologici condotti nella seconda metà del XX secolo hanno messo in evidenza la presenza di diversi edifici religiosi, databili all'epoca bizantina (dopo il 533). Tra questi l'edificio più imponente è quello chiamato la chiesa del vescovo Melleo, che la sua dimensione, la centralità della sua posizione e le tombe di vescovi ivi scoperte portano a credere che possa trattarsi della cattedrale di Ammaedara.
Oltre ai vescovi, i cui nomi sono stati riportati alla luce dalle campagne archeologiche, le fonti documentarie ci hanno tramandato i nomi di altre tre vescovi di questa antica diocesi africana. Eugenio prese parte al concilio di Cartagine convocato il 1º settembre 256 da san Cipriano per discutere della questione relativa alla validità del battesimo amministrato dagli eretici, e figura al 32º posto nelle Sententiae episcoporum.  Alla conferenza di Cartagine del 411, che vide riuniti assieme i vescovi cattolici e donatisti dell'Africa, parteciparono per parte cattolica Sperato, e per parte donatista Crescenziano.
Dal XX secolo Ammaedara è annoverata tra le sedi vescovili titolari della Chiesa cattolica; dal 6 novembre 2009 il vescovo titolare è Vincent Nguyên Manh Hieu, vescovo ausiliare di Toronto.

## Cronotassi

### Vescovi
- Eugenio † (menzionato nel 255)
- Sperato † (menzionato nel 411)
  - Crescenziano † (menzionato nel 411) (vescovo donatista)
  - Vittorino † (inizi del VI secolo) (vescovo ariano)
- Giacinto † (seconda metà del VI secolo)
- Melleo † (menzionato nel 568/569)
- Secondo †[3]
- Vittore †[4]

### Vescovi titolari
- Matteo Sislian † (3 dicembre 1909 - 30 agosto 1915 deceduto)
- Joseph Raphael John Crimont, S.I. † (15 febbraio 1917 - 20 maggio 1945 deceduto)
- Joseph Gerald Holland, S.M.A. † (11 luglio 1946 - 18 aprile 1950 nominato vescovo di Keta)
- Teofilo Giacomo Abramo Kalapurakal † (25 luglio 1950 - 27 luglio 1956 deceduto)
- Joseph Gustave Roland Prévost Godard, P.M.E. † (11 novembre 1956 - 13 novembre 2005 deceduto)
- Pierre Nguyễn Văn Đệ, S.D.B. (29 novembre 2005 - 25 luglio 2009 nominato vescovo di Thái Bình)
- Vincent Nguyên Manh Hieu, dal 6 novembre 2009